# Lactarius japonicus
Lactarius japonicus é um fungo que pertence ao gênero de cogumelos Lactarius na ordem Russulales. Encontrado no Japão, foi descrito pela primeira vez em 1954 como uma variedade de Lactarius deliciosus. Em 1973, Vassiljeva a separou em uma espécie diferente.